# Tonne (Puy-de-Dôme)
Pour les articles homonymes, voir Tonne (homonymie).

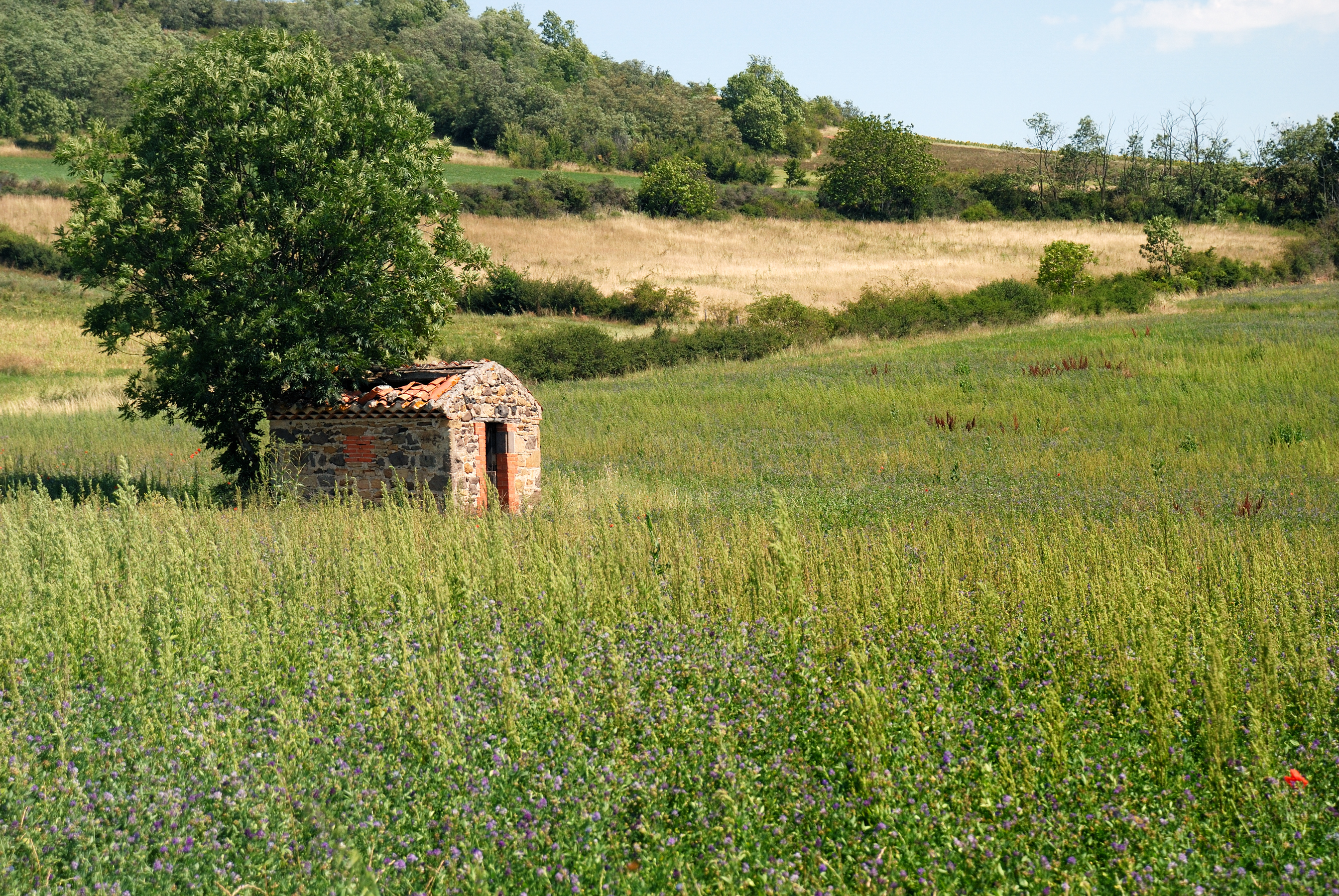
Tonne à Saint-Julien, commune de Montaigut-le-Blanc.

Par tonne, on entend dans la région de Clermont-Ferrand (Limagne) les constructions de la paysannerie ou de la petite bourgeoisie des XVIIIe et XIXe siècles que sont les cabanes, les maisonnettes, les pavillons de champs, annexes le plus souvent viticoles de la ferme ou de la maison de ville.  

## Terminologie
Le terme de tonne, répandu dans la région de Clermont-Ferrand, est la francisation de l'auvergnat tonà ou tounà ,, en occitan tona,  au sens premier « cuve », « tonne », « fouloir », et par métonymie le bâtiment qui abrite celle-ci. Strictement viticole au départ, cette appellation avait acquis une valeur générique et en était venue à désigner indifféremment la cabane en pierre sèche ou la maisonnette des champs servant autrefois d'annexe à la ferme ou à la maison de ville. Les termes de « chabanne / tsabone » et de « chibotte » désignent plus spécifiquement la seule cabane en pierre sèche, le premier étant le terme vernaculaire et le deuxième ayant été popularisé par les écrits de l'érudit local Albert Boudon-Lashermes dans la première moitié du XXe siècle.

## Définition
Marcel Lachiver, dans son Dictionnaire du monde rural, donne la définition suivante de la tonne : « Dans le Puy-de-Dôme, le Forez, petite maison en pierre ou en pisé dans les vignes ou les jardins, pour s'abriter du mauvais temps. On écrit aussi tone ».

## Typologie
Selon Joseph Desaymard et Emile Desforges, les tonnes ressortissent à trois types.
- Les tonnes élémentaires, abris de bois, de clayonnage et de branchages ou cabanes en pierres sèches, ainsi les abris de vignerons de l'ancien vignoble du plateau dit des Côtes de Clermont, abris réservés dans la masse des pierriers ou dans l'épaisseur des murs de clôture[3].

- Les tonnes à parois et à couverture maçonnées en moellons hourdis au mortier. Omniprésentes dans les vignes, les champs, les vergers, les potagers de la ceinture de Clermont-Ferrand, elles sont de plan quadrangulaire ou circulaire et présentent une grande variété de silhouettes (couverture en berceau, en coupole, en cul-de-four, en pyramide, etc.). Réservées à un usage restreint (garage des outils, repos de quelques instants, refuges en cas d'intempérie), elles remonteraient au XVIIIe siècle, et même au XVIIe siècle pour certaines, de par leur architecture et leur décoration[3].

- Les tonnes à charpente et à toiture couverte de tuiles, bâties sur un plan quadrangulaire. Reproductions à échelle réduite de l'ancienne maison auvergnate, ce sont de petites habitations temporaires ou des maisonnettes dominicales, dotées de certains détails d'aménagement et de confort (mobilier). Ce type, ainsi que le précédent, ne vont pas sans évoquer les « vide-bouteille »s des coteaux d'Agen et de Villeneuve-sur-Lot en Lot-et-Garonne ou les maisons de vigne de l'ancien vignoble de Cahors dans le Lot[3].

## Devenir
Beaucoup de tonnes sont à l'abandon quand elles ne sont pas détruites ou menacées par l'extension de Clermont-Ferrand.